# Phyllometra
Phyllometra is een geslacht van vlinders van de familie spanners (Geometridae), uit de onderfamilie Ennominae.

## Soorten
- P. argentaria Bang-Haas, 1910
- P. culminaria (Eversmann, 1843)
- P. gracilaria Boisduval, 1840
- P. planaria Chrétien, 1911
- P. proutiana Turati, 1936
- P. teneraria Staudinger, 1892